# 帕齊 (密蘇里州)
帕齊（英語：Patsy）是位於美國密蘇里州克勞福德縣的非建制地區。

## 歷史
帕齊的郵局於1894年設立，其後於1927年停運。

## 地理
帕齊所處的海拔為高於海平面319米（即1047英呎），而該地所採用的時區為UTC-6，即北美中部時區（CST）。同時該地設有夏令時間，為UTC-6調快一小時，即UTC-5（CDT）。